# Блоксам, Уильям Даннингтон
Уильям Даннингтон Блоксам (англ. William Dunnington Bloxham; 9 июля 1835 года — 15 марта 1911 года) — американский политик, 13-й и 17-й губернатор штата Флориды. Он родился во Флориде, окончил вирджинский Колледж Вильгельма и Марии, стал юристом, а с 1856 года занимался политикой. Когда началась Гражданская война он сформировал и возглавил роту С 5-го Флоридского пехотного полка. После войны, в 1868 году, он был членом коллегии выборщиков.

### Статьи
- Ruby Leach Carson. William Dunnington Bloxham: The Years to the Governorship (англ.) // The Florida Historical Quarterly. — Florida Historical Society, 1949. — Vol. 27, iss. 3. — P. 207-236.